# Johannes Franciscus Wijsmuller
Johannes Franciscus (John) Wijsmuller (Amsterdam, 22 september 1876 – Baarn, 25 februari 1923) was de oprichter van rederij Wijsmuller.

## Biografie
Wijsmuller werd in 1876 in Amsterdam geboren als zoon van de barbier Daniel Hendrik Wijsmuller en Christina Vegtel. Zijn loopbaan begon al in zijn vroege jeugd; hij liep van huis weg en werd dekjongen op de dienst Enkhuizen-Staveren. Hij werd koopvaardijmatroos op allerlei schepen, ook op zeilschepen. Na het behalen van de vereiste stuurmansexamens voor de grote zeil- en stoomvaart werd hij stuurman bij de Koninklijke Paketvaart Maatschappij. Na onenigheid met de gezagvoerder nam hij een baantje aan van loods in Soerabaja en later in Priok. Na een malaria-aanval keerde hij terug naar Nederland waar hij zijn latere Baarnse vrouw Lea Rodrigues Pereira ontmoette, dochter van de joodse Amsterdamse bankier Aron Rodrigues Pereira en Charlotta Christina Berendina Stas.]
In die tijd zagen scheepswerven die schepen en baggermateriaal voor het buitenland bouwden, uit naar de mogelijkheid om vaartuigen op eigen kracht naar de plaats van bestemming te brengen. Wijsmuller was door zijn examens gerechtigd als gezagvoerder. Een van zijn eerste tochten vond plaats in 1906 toen hij op een stoomsleepbootje de Hoofdinspecteur Zeeman vanuit Rotterdam naar Bahia Blanca in Argentinië voer en begin 1907 daar arriveerde. In 1911 richtte hij officieel de sleep- en bergingsmaatschappij NV Bureau Wijsmuller op. Nadat hij er in geslaagd was een marineschip in Tandjong Priok af te leveren kreeg hij in 1911 de opdracht om het net gebouwde lichtschip Suriname-Rivier naar Suriname te brengen. Dit lichtschip was het tweede stalen lichtschip dat in 1910 In Nederland was gebouwd. Lichtschepen waren op vaste plaats voor de kust verankerde vuurtorens die toen geen machines hadden. Wijsmuller liet de lichttoren demonteren, zette er masten op en slaagde erin om het schip zeilend in Paramaribo af te leveren, waarmee zijn naam gevestigd werd. Met de opbrengsten van deze opdrachten financierde hij vervolgens de aanschaf van zijn vloot van sleepboten. In 1913 schafte hij een sleepboot van 500 pk. aan en stortte zich op de zeesleepvaart. In de jaren 1913 tot 1915 liet hij zes sleepboten bouwen, die hij de namen van provincies gaf, respectievelijk de Holland (in 1913), de Friesland (in 1914), de Zeeland (in 1915) en de Utrecht, de Limburg en de Drente (in 1916). In 1921 beschikte hij over een vloot van 21 sleepboten, 26 zeegaande haven- en kustsleepboten en 13 vrachtschepen. Zijn bedrijf was zo succesvol dat de Rotterdamse concurrenten L. Smit & Co. en van de Internationale Sleepdienst Maatschappij samengevoegd werden tot L. Smit & Co's Internationale Sleepdienst. Toen John Wijsmuller op 48-jarige leeftijd overleed, zaten zijn vijf zonen nog op school en was er geen opvolger voor het bedrijf. Wel zette de weduwe met hulp van bevriende relaties het bedrijf voort. Nadat het snel bergafwaarts ging met het bedrijf werden eerst de vier beste sleepboten verkochten was er in 1935 weinig meer over was van de oorspronkelijke vloot.
Wijsmuller trouwde op 24 juni 1909 in Baarn met Lea Rodrigues Pereira en woonde met haar in villa De Piraat op de hoek Tromplaan/Eemweg. Hij overleed daar in 1923 op 46-jarige leeftijd en werd begraven op de Nieuwe algemene begraafplaats aan de Wijkamplaan in Baarn. Door zijn vroegtijdige overlijden stagneerde de ontwikkeling van het Bureau Wijsmuller. Pas na de Tweede Wereldoorlog slaagden zijn zonen erin om het door hun vader begonnen bedrijf weer nieuw leven in te blazen.
Wijsmuller was president-commissaris van de Nederlandsch Indische Import en Export Maatschappij. Hij was tevens commissaris van de in 1918 opgerichte NV de Nederlandsche Opera.